# Corella (schimmel)
Corella  is een monotypisch geslacht van schimmels behorend tot de familie Hygrophoraceae.  De typesoort Corella brasiliensis is overgeplaatst naar het geslacht Cora als Cora glabrata.

## Soorten
Volgens Index Fungorum bevat het geslacht een soort (peildatum december 2023).
| Soortnaam        | Auteur(s)                                                | Publicatiejaar |
| ---------------- | -------------------------------------------------------- | -------------- |
| Corella melvinii | (Chaves, Lücking & L. Umaña) Lücking, Dal-Forno & Lawrey | 2013           |